# Zbombardowanie szkoły w Bahr el-Baqar
Zbombardowanie szkoły w Bahr el-Baqar – masakra, która miała miejsce 8 kwietnia 1970, gdy Siły Powietrzne Izraela zbombardowały szkołę podstawową w egipskiej wsi Bahr al-Bakar (na południe od Port Saidu, w muhafazie Szarkijja). W momencie ataku w budynku znajdowało się 130 uczniów – zginęło 46 dzieci, a ponad 50 zostało rannych. Szkoła, składająca się z jednego parterowego budynku z trzema salami lekcyjnymi, została całkowicie zniszczona.

## Przebieg ataku
Atak miał miejsce podczas wojny na wyczerpanie (1967-1970) i był częścią izraelskiej Operacji Priha, w ramach której prowadzono naloty w głąb terytorium Egiptu. Celem takiej strategii było wywarcie presji na prezydenta Gamala Abdela Nasera oraz zmuszenie Egiptu do zawarcia rozejmu. W ramach tej operacji wcześniej doszło m.in. do bombardowania fabryki w Abu Zaabal, w którym zginęło 80 pracowników cywilnych; Izrael określił ten atak jako pomyłkę.
Nalot został przeprowadzony przez izraelskie myśliwce-bombowce F-4 Phantom II o godzinie 9:20 rano w środę 8 kwietnia. W szkołę zrzucono pięć bomb i wystrzelono dwa pociski powietrze–ziemia. Wszystkie trafiły w cel, powodując całkowite zniszczenie budynku i liczne ofiary wśród dzieci.

## Reakcje i kontrowersje
Interpretacja ataku stała się przedmiotem sporu międzynarodowego. Egipskie i arabskie źródła określają go jako celową masakrę i zbrodnię wojenną, mającą na celu wymuszenie zawarcia rozejmu przez Egipt. Natomiast źródła izraelskie oraz część opinii zachodniej twierdzi, że był to tragiczny błąd i że szkoła została omyłkowo uznana za cel wojskowy.
Ówczesny minister obrony Izraela Mosze Dajan oraz izraelski przedstawiciel przy ONZ Josef Tekoa bronili nalotu.
Według egipskiego dowódcy Abdelatima Ramadana izraelski atak objął dwa cele: jedną z baz wojskowych oddaloną o ok. 30 km od Kanału Sueskiego oraz szkołę w Bahr el-Baqar. Mieszkańcy wsi kategorycznie zaprzeczyli, jakoby w rejonie znajdowały się jakiekolwiek obiekty wojskowe w chwili ataku.
Nalot wywołał oburzenie międzynarodowe i przyczynił się do decyzji Izraela o wstrzymaniu dalszych nalotów w głębi Egiptu, które pierwotnie planowano w ramach operacji Priha.